# 발안 나들목
발안 나들목(Baran IC)은 경기도 화성시 팔탄면 매곡리와 고주리에 걸쳐 설치된 서해안고속도로의 29번 교차로이다. 명칭과는 달리 향남읍 발안리에 위치하지 않으며, 향남읍, 우정읍, 양감면, 봉담읍, 의왕시(봉담읍 경유)등지로 진출할 수 있다. 인근에 제암리 3·1 운동 순국기념관, 향남제약단지가 있다.

## 연혁
- 1996년 12월 17일 : 서해안고속도로 안산 ~ 포승 구간 개통에 따라 영업 개시[1]

## 구조물 정보
- 위치: 경기도 화성시 팔탄면 매곡리, 고주리
- 영업소: 경기도 화성시 팔탄면 3.1만세로 879-40
- 한국도로공사 화성지사: 경기도 화성시 팔탄면 3.1만세로 879-56

## 접속하는 도로
- 국가지원지방도 제82호선 (3.1만세로)
- 발안양감로
- 간접 연결 : 국도 제39호선 (서해로, 상신 교차로 이용), 국도 제43호선 (삼천병마로)

## 교통량 정보
| 요금소        | 통행량 (대/일) | 통행량 (대/일) | 통행량 (대/일) | 통행량 (대/일) | 통행량 (대/일) | 통행량 (대/일) | 통행량 (대/일) | 통행량 (대/일) | 통행량 (대/일) | 통행량 (대/일) | 각주  |
| 요금소        | 2001년         | 2002년         | 2003년         | 2004년         | 2005년         | 2006년         | 2007년         | 2008년         | 2009년         | 2010년         | 각주  |
| ------------- | -------------- | -------------- | -------------- | -------------- | -------------- | -------------- | -------------- | -------------- | -------------- | -------------- | ----- |
| 발안 (폐쇄식) | 10,838         | 12,649         | 9,127          | 9,201          | 9,365          | 10,011         | 10,421         | 10,110         | 9,999          | 9,777          | [ 2 ] |
| 요금소        | 2011년         | 2012년         | 2013년         | 2014년         | 2015년         | 2016년         | 2017년         | 2018년         | 2019년         |                | [ 2 ] |
| 발안 (폐쇄식) | 10,176         | 10,253         | 9,588          | 9,723          | 10,432         | 11,020         | 11,715         | 11,889         | 11,765         |                | [ 2 ] |

## 사진

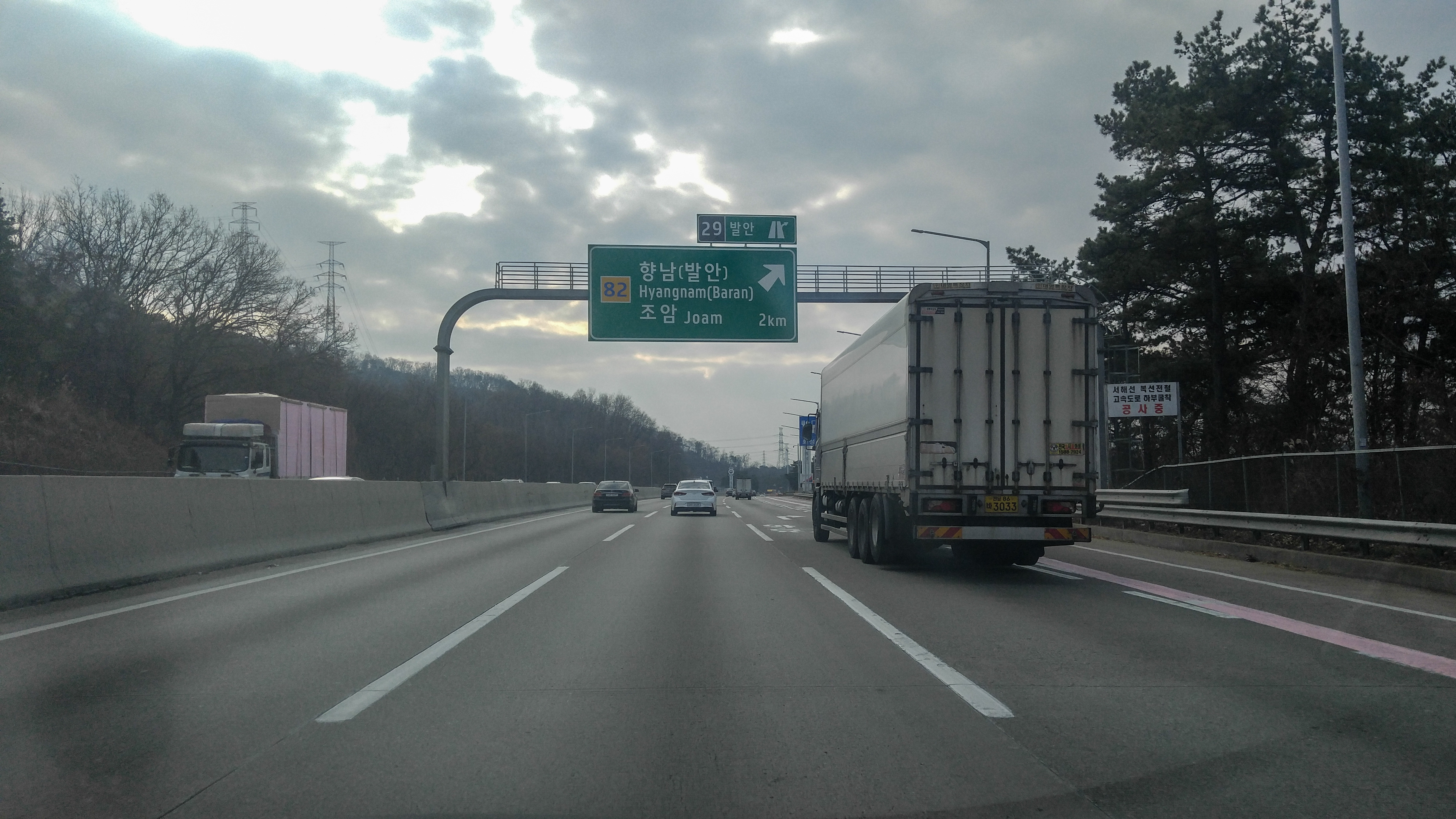
2km 표지판 (당진 방면)
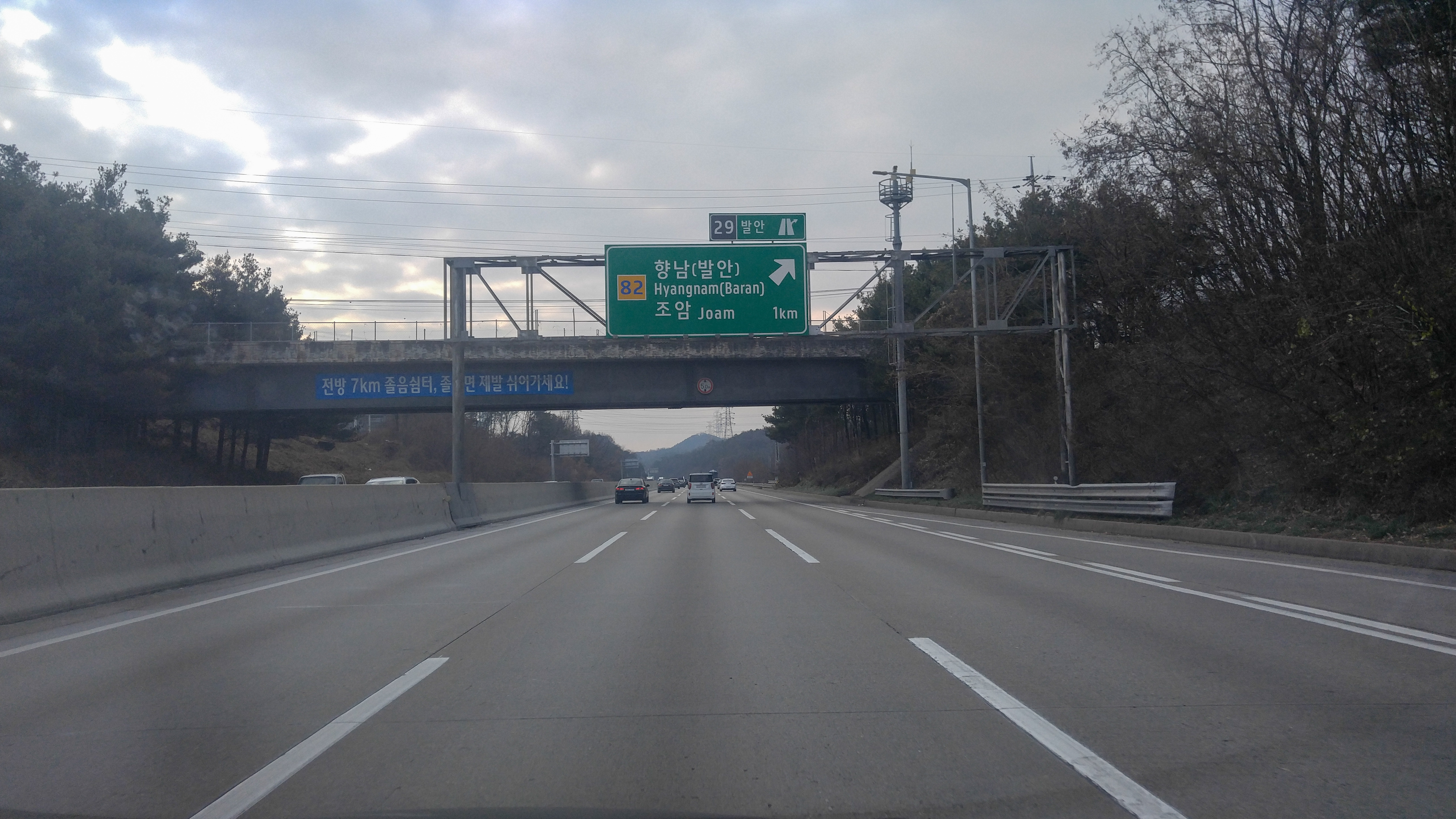
1km 표지판 (당진 방면)